# Idun

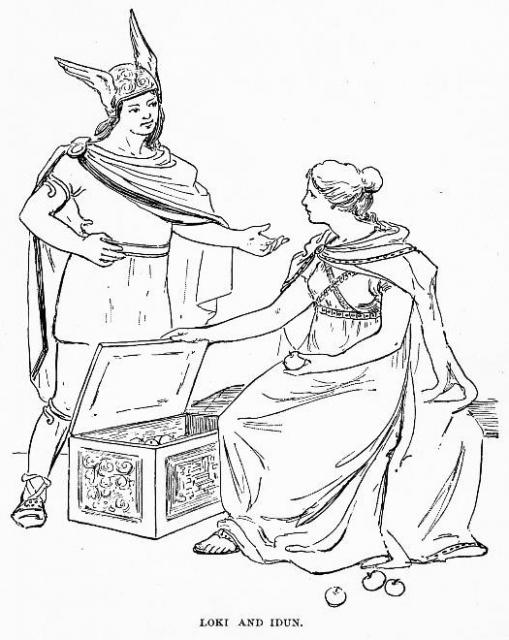
Loki i Idun

Idun, Idunn (staronord. Iðunn) – bogini wiosny w mitologii skandynawskiej, żona Bragiego, córka karła Iwaldiego. Jej imię znaczyło dosłownie odnawiająca, odmładzająca.  Opiekowała się koszem ze złotymi jabłkami młodości, który zawsze był pełny. Pozwalały one zachować młodość każdemu, kto je spożył. Idun podawała je tylko bogom na ucztach w Asgardzie. Bogowie dotkliwie odczuli stratę złotych jabłek, kiedy Idunn i jej owoce porwał olbrzym Thjazi. Bogowie natychmiast zaczęli się starzeć. Loki, będący pośrednim sprawcą porwania, zdołał uwolnić Idunn i przywieźć do Asgardu wraz z owocami.
Idun pojawia się jeszcze w pieśni Lokasenna w której prosi swojego męża Bragiego by nie reagował na zaczepki Lokiego.